# Pristigloma minima
Pristigloma minima is een tweekleppigensoort uit de familie van de Sareptidae. De wetenschappelijke naam van de soort is voor het eerst geldig gepubliceerd in 1877 door Seguenza.